# 星空案内人

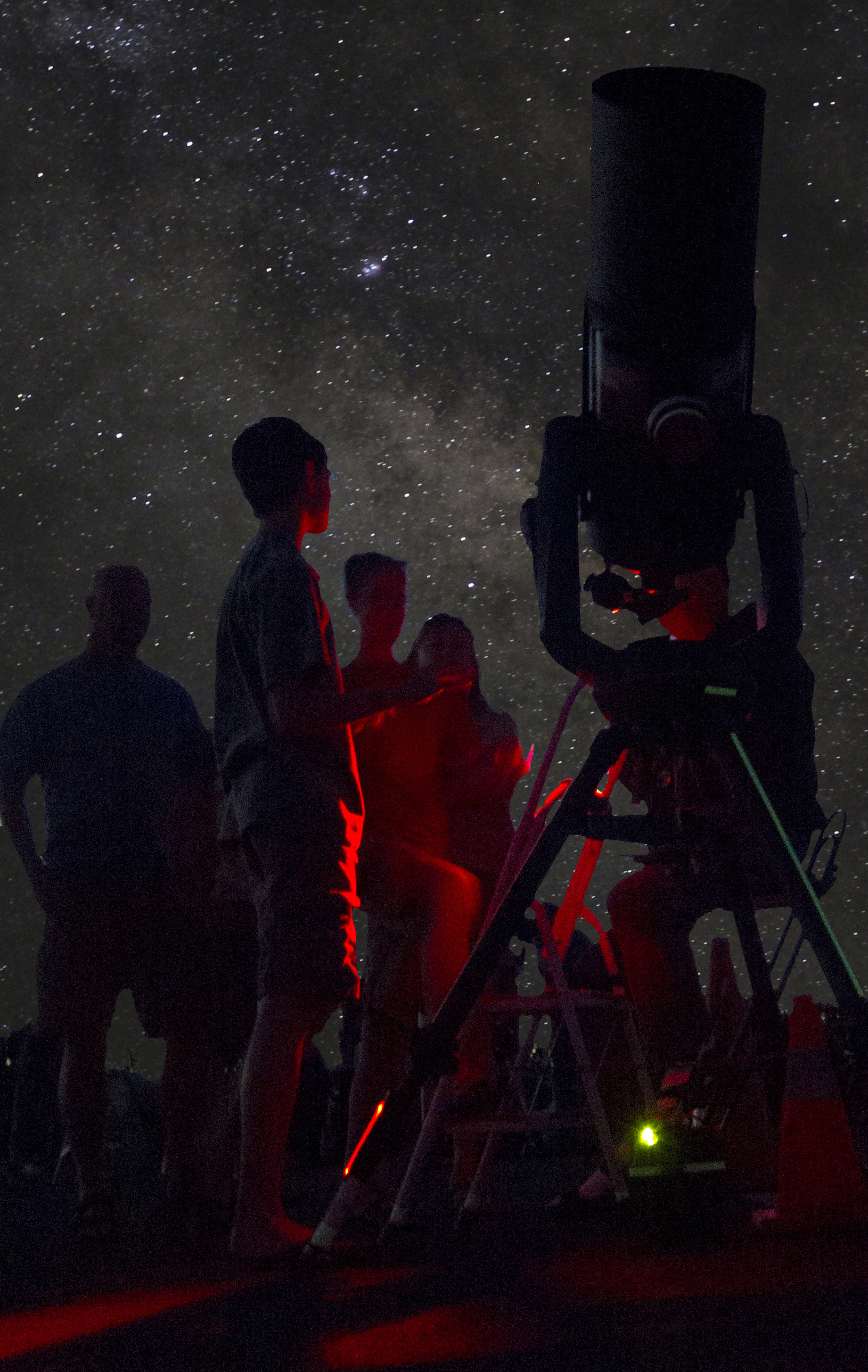
知識を有する解説者による案内は天体観望をより有意義にする

星空案内人（ほしぞらあんないにん）は、星空案内人資格認定制度運営機構による、天文学に関する日本の民間資格である。

## 概要
宇宙・天文分野、特に星空についての知識やそれらの解説技能を有することを認定する、民間の資格である。
星空案内人資格認定制度運営機構が全国各地に実施団体を認定し、その実施団体がその地方で資格認定のための講座を開講し、それぞれ条件を満たした受講者に資格を認定している。資格には「星空案内人」と「星空準案内人」の2種類があり、所定の講座を受講すると受講数に応じてまず準案内人に認定され、さらに受講数・単位認定数が増えると案内人に認定される。
2003年に山形大学の理学部がオープンした市民向け企画「やまがた天文台」において、一般市民向けの星空ガイドツアーを行うための人材養成を行うようになったことが起源であり、その後山形大と特定非営利活動法人「小さな天文学者の会」により資格講習のカリキュラムが整備されていった。荘内銀行のふるさと創成基金やJSTモデル事業の援助を受けながら、2007年には山形県に限らず全国を対象に実施可能な制度に整えられ、2009年に現在の資格制度が定められ運用が始まった。実施団体は準案内人の認定のみ行っている団体も含めると、全国に43団体存在している。また準案内人は延べ5399人が認定され、そのうち案内人に1099人が認定されている(2021年8月19日現在)。
星空案内人の愛称として星のソムリエという呼称が山形大学により商標登録され、広く使われている。元々は登録を受けていなかったが、2007年に第三者による冒認出願を受けたことをきっかけに権利化がなされた。豊富な知識でワインを選ぶソムリエのように、豊富な知識と技能で星空や宇宙について案内するという由来でこう呼ばれている。案内人の資格を取得した人は「星のソムリエ」を名乗り、全国の観望会などで活動することができる。有資格者により、日本旅行などの旅行会社やビクセンなどの望遠鏡メーカー、各地の観光施設によって観光業などに用いられている。星空を観光資源としてとらえ観光業を活性化する取り組みは「宙ツーリズム」として星のソムリエを取り入れながら行われている。

## 取得要件
資格取得のための講座には7科目が存在する。各講座について受講後の試験に合格かレポート提出をすると、その科目の単位を取得することができる。資格取得を目指さない、宇宙・天文に関する話題について勉強する目的での受講も受け入れられている。
必修科目
- さあ、はじめよう(星空観察に関する基礎知識)
- 望遠鏡のしくみ(天体望遠鏡の原理および構造、操作に必要な予備知識)
- 星空案内の実際(星空・宇宙をテーマにした教育・普及活動の実践的技能、本制度の趣旨の理解)

選択科目
- 宇宙はどんな世界(天文学、宇宙物理学に関する基礎知識)
- 星空の文化に親しむ(星空や宇宙に関係する文化やその背景に関する基礎知識)
- 星座をみつけよう(おもに肉眼による観察に関する基礎知識と技能)
- 望遠鏡を使ってみよう(望遠鏡の操作および観察に関する基礎知識と技能) or プラネタリウムを使ってみよう(プラネタリウムの操作と解説に関する基礎知識と技能)

準案内人には
- 必修科目から「星空案内の実際」を受講し
- 残りの必修2科目については受講だけでなく単位も取得
- 選択科目から3科目を受講

することで認定される。
さらに案内人になるには
- 必修科目「星空案内の実際」についても単位取得し、必修科目の単位をすべて取得
- 選択科目から3科目の単位取得

することで認定される。認定された資格は終身制であり、更新などの制度は存在しない。実技の伴う科目については各地の公開天文台などで開講されている。また年齢制限もなく、中学生が合格した例もある。

## 実施団体
運営機構から指定され、講座開講や資格認定を各地で行っている実施団体は2021年8月19日現在以下の43団体。実施団体のない地域に他地域の団体が出張して開講することもあり、夜空が暗く星空が観光資源になる離島地域などへの出張講座が行われている。
- 北海道 - 北海道美瑛美宙、一般社団法人芦別観光協会
- 青森県 - 十和田市民文化センター、八戸市児童科学館
- 秋田県 - 秋田大学
- 岩手県 - 銀河連邦サンリクオオフナト共和国
- 山形県 - やまがた天文台
- 福島県 - 郡山市ふれあい科学館
- 千葉県 - ちば天文宇宙講座、いすみ星空学校
- 群馬県 - 群馬県立ぐんま天文台
- 埼玉県 - ビクセン、戸田市教育委員会
- 東京都 - ギャラクシティまるちたいけんドーム、三鷹ネットワーク大学推進機構、日本旅行、小さな天文学者の会関東地区、六本木天文クラブ
- 新潟県 - 星空ファクトリー
- 福井県 - 福井県自然保護センター
- 長野県 - 信州佐久星空案内人の会、上田創造館
- 山梨県 - 星のソムリエ八ヶ岳
- 岐阜県 - ハートピア安八
- 静岡県 - ディスカバリーパーク焼津天文科学館
- 愛知県 - 奥三河☆星空の魅力を伝える会、半田空の科学館
- 三重県 - 三重県環境学習情報センター
- 和歌山県 - 和歌山大学、和歌山熊野南紀連盟
- 京都府 - 黄華堂・星のソムリエ京都
- 大阪府 - SORA宇宙講座「君も星空案内人になろう」
- 兵庫県 - 武庫川女子大学、はりま宇宙講座
- 鳥取県 - 鳥取県[18][19]
- 岡山県 - ライフパーク倉敷科学センター、岡山理科大学
- 高知県 - 大川村ふるさとむら公社
- 福岡県 - 北九州星空を楽しむ会、財団法人星のふるさと、九州大学、福岡教育大学
- 大分県 - 関崎海星館、梅園の里天球館
- 沖縄県 - 琉球大学、牧志駅前ほしぞら公民館